# Ԛ
Cette page contient des caractères spéciaux ou non latins. S’ils s’affichent mal (▯, ?, etc.), consultez la page d’aide Unicode.
Ne doit pas être confondu avec la lettre latine Q.
La lettre Ԛ (en minuscule ԛ), appelé qa, est une lettre qui était utilisée dans l'alphabet cyrillique du kurde ou de l’abkhaze.

## Utilisation
Andreas Sjögren utilise le qa dans l’alphabet cyrillique ossète dans sa grammaire publiée en 1844.

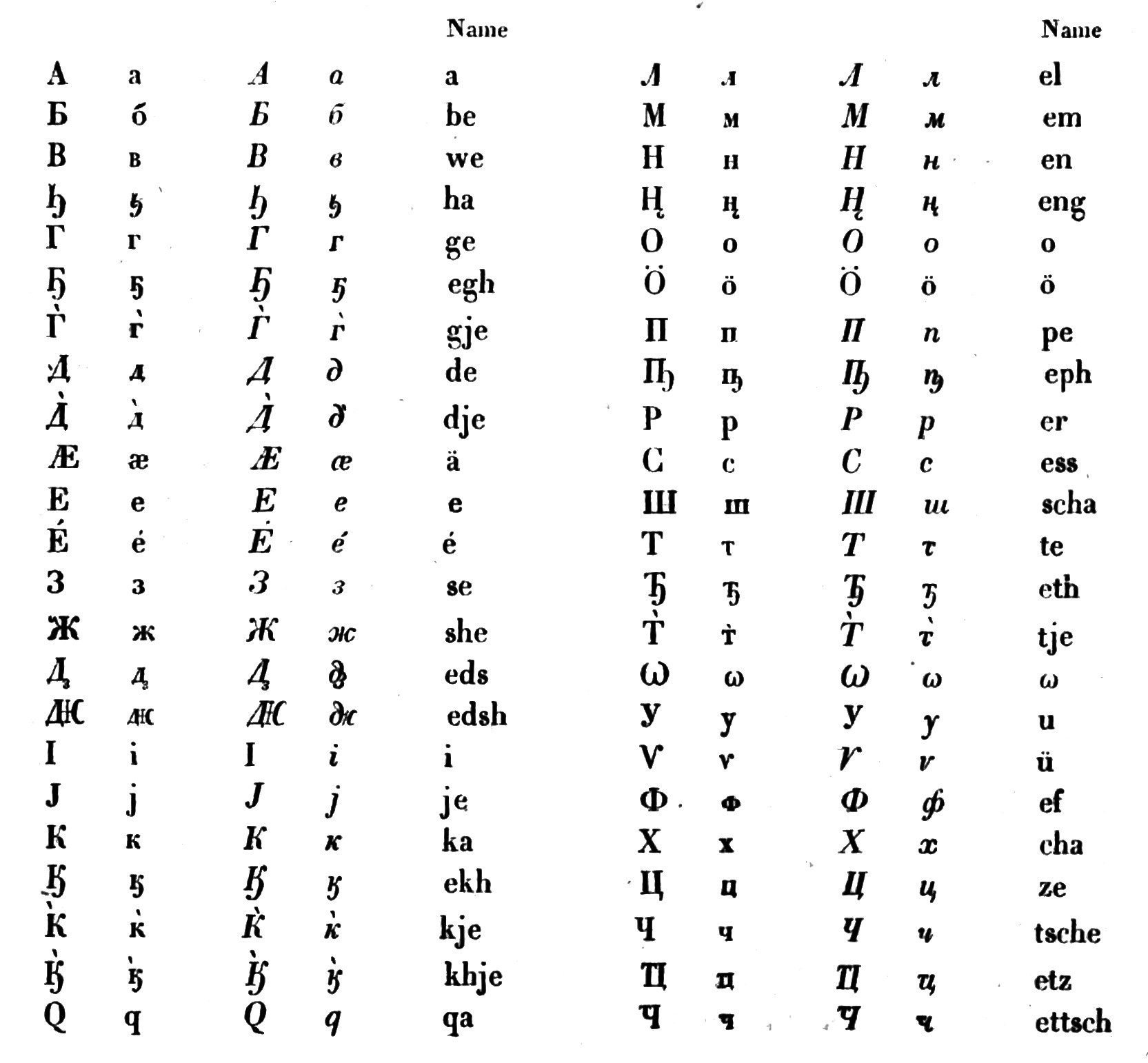
Alphabet ossète de Sjögren 1844.
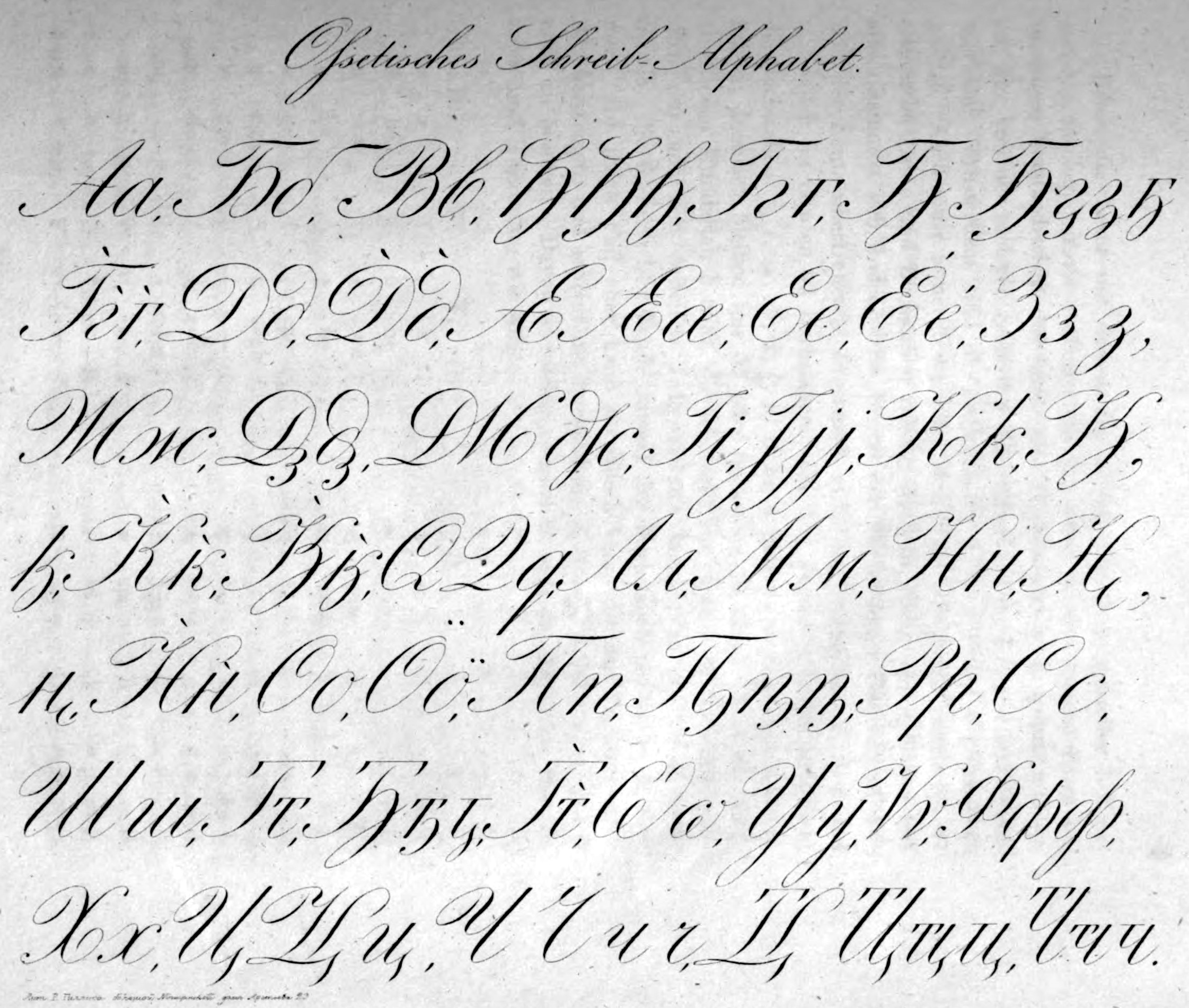
Alphabet ossète de Sjögren 1844 en écriture cursive.
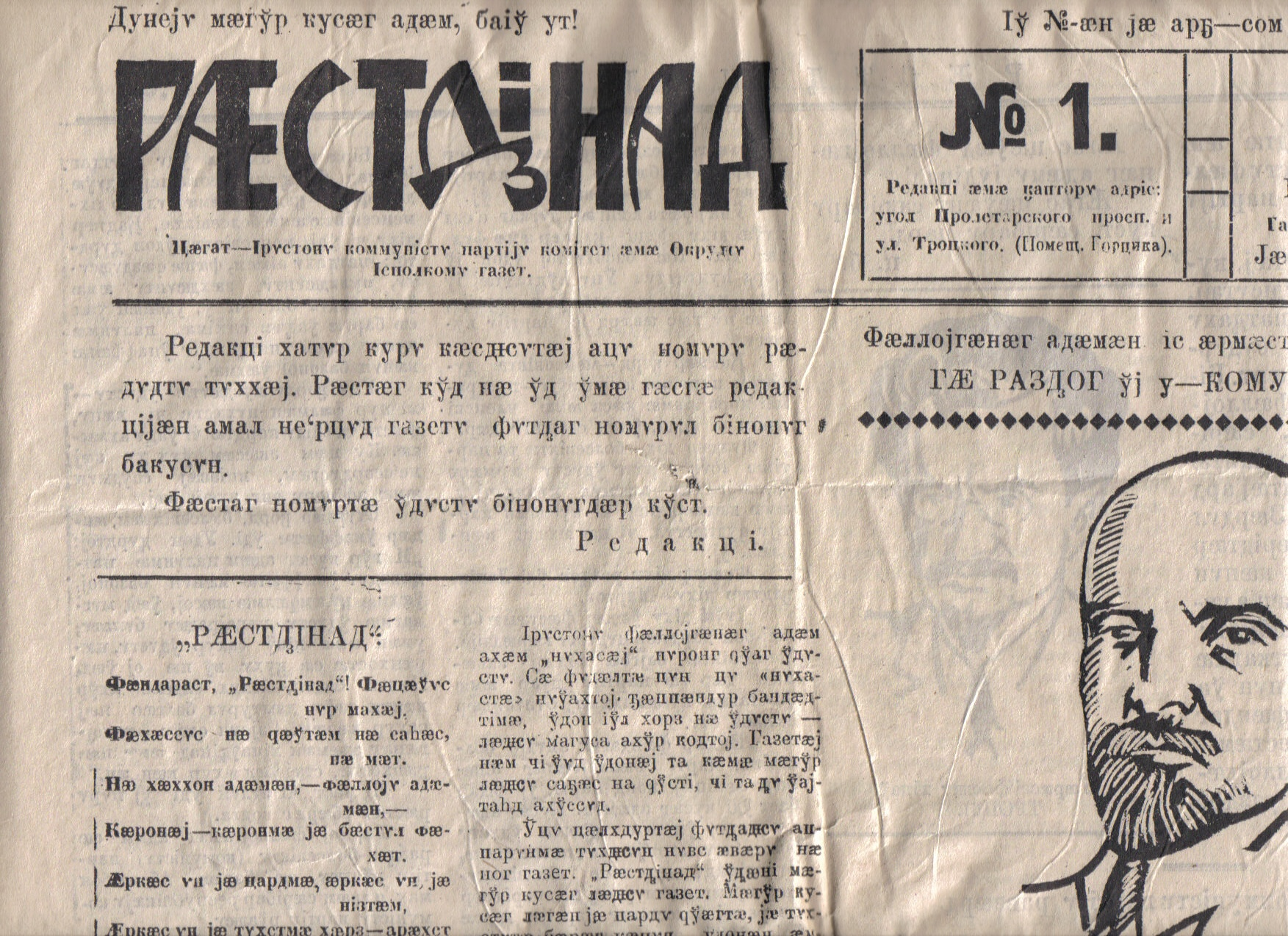
Édition du journal ossète Рӕстꚉінад [Rastdzinad] du 14 mars 1923, avec une orthographe basée sur celle de Sjögren, utilisant la lettre qa.

Dans les orthographes de l’abkhaze de la fin du XIXe et du début du XXe siècle, la majuscule a parfois la forme d’un q minuscule agrandi ou d’un P inversé ‹ ꟼ ›.

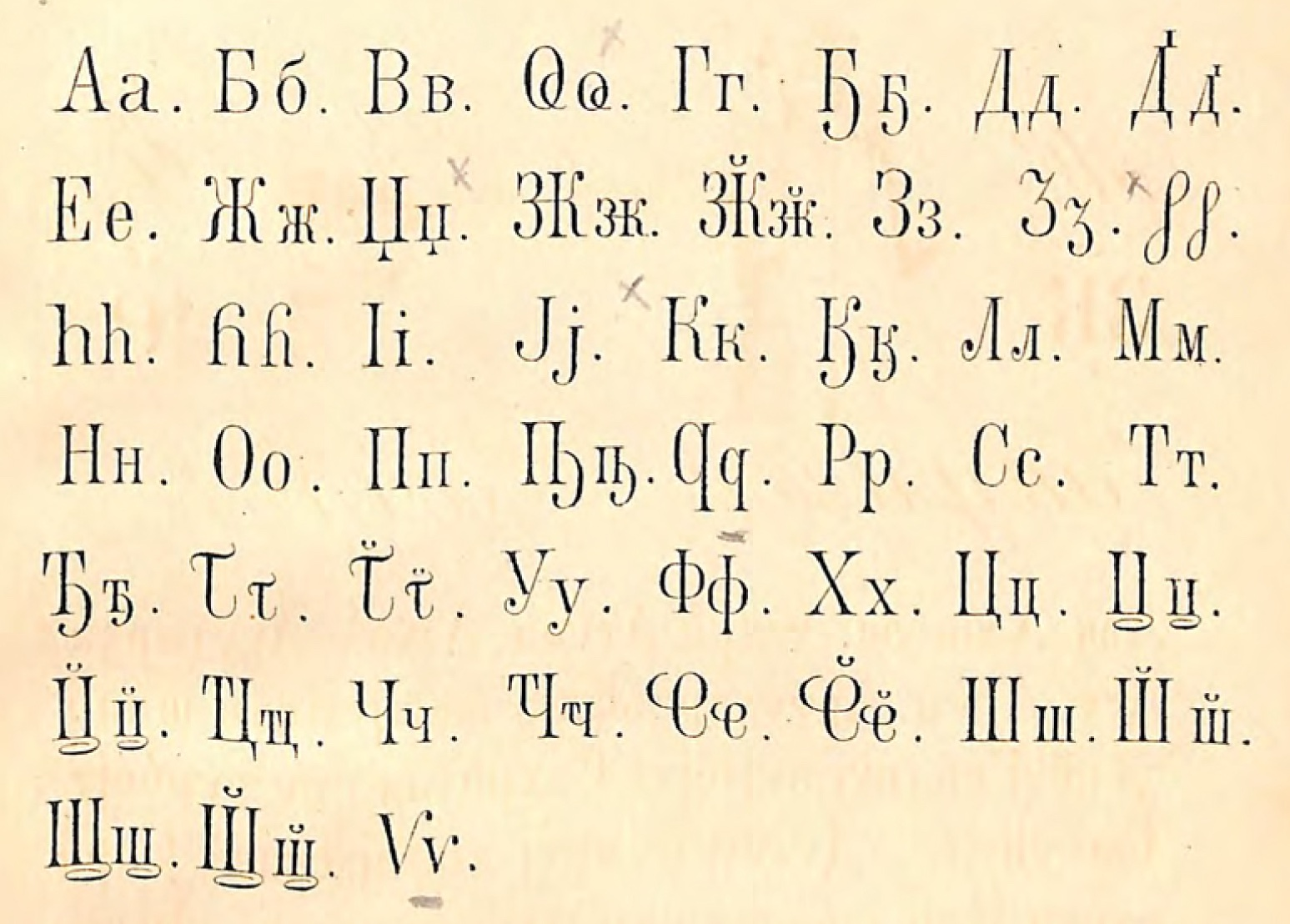
Alphabet abkhaze dans Gulia et Matchavariani 1892.
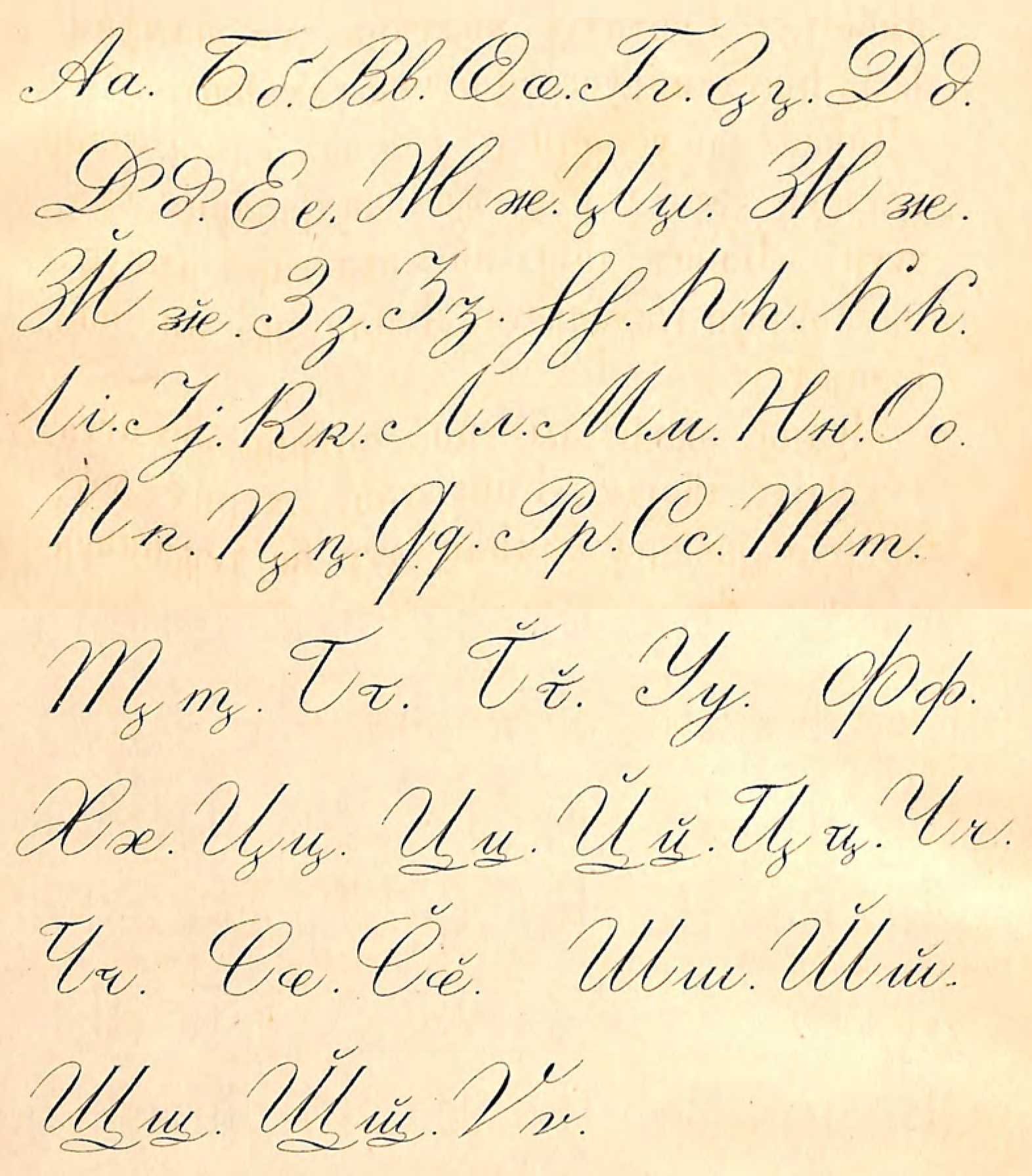
Alphabet abkhaze en écriture cursive dans Gulia et Matchavariani 1892.
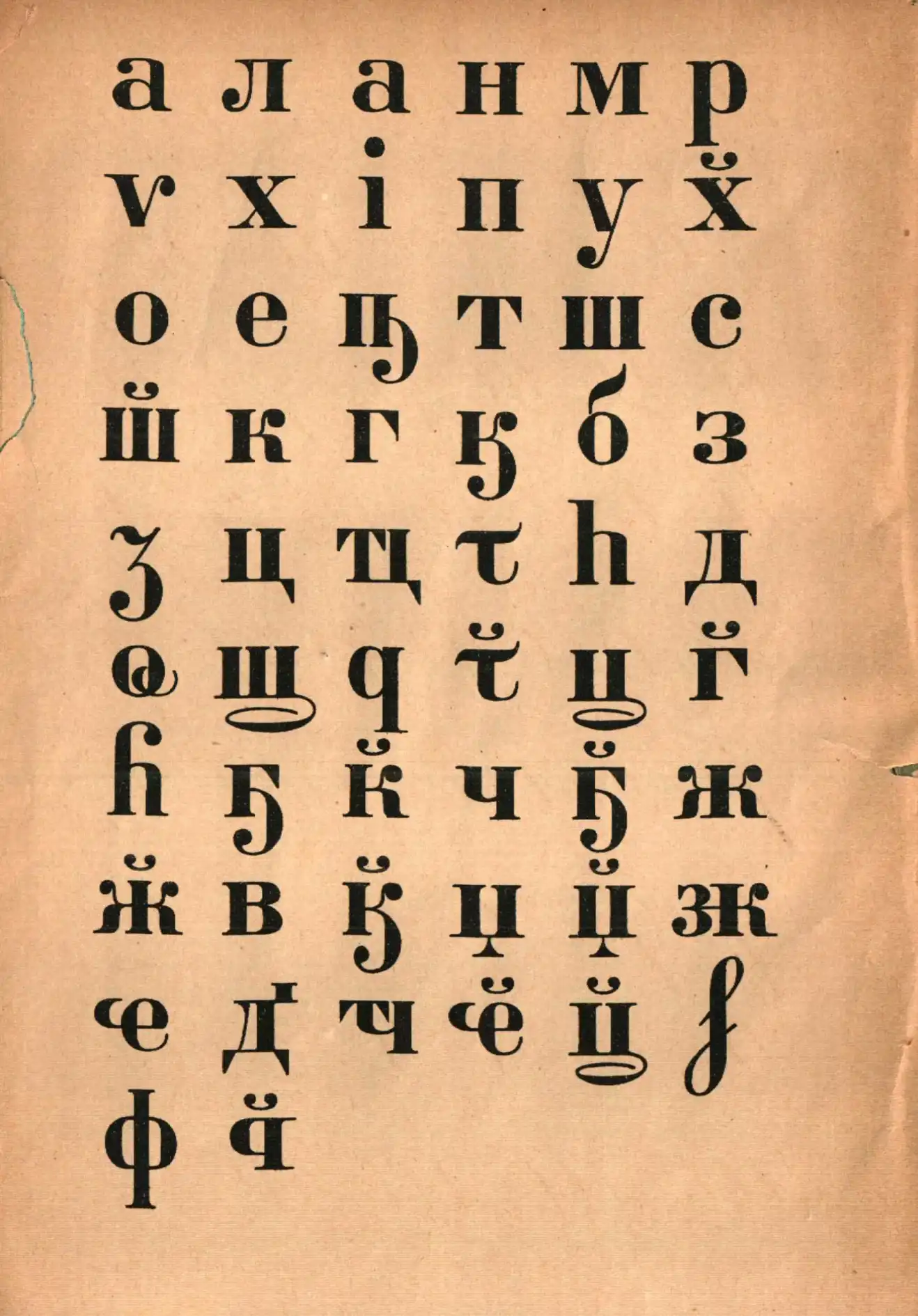
Alphabet abkhaze dans Tchotchoua 1909.
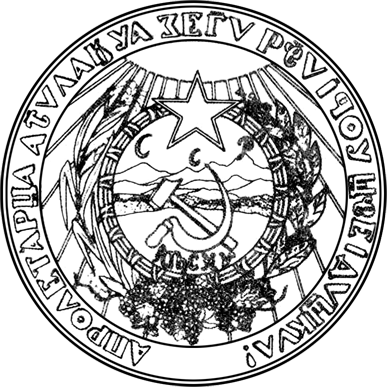
Sceau de la République socialiste soviétique abkhaze de 1924.

En kurde, elle représente la consonne occlusive uvulaire sourde /q/ et est utilisée par les Kurdes de l’ex-URSS. Par exemple dans le dictionnaire arménien-kurde de Samand Siabandov et Arame Tchatchan publié 1957, ou le dictionnaire kurde-russe de Khamoian publié en 1979, ; ou dans le journal Р’йа Т’әзә dans les années 1990.
Sa translittération selon la norme ISO 9 est q (la lettre latine).

## Variantes et formes
| Majuscule | Minuscule | Description                                                                                               |
| --------- | --------- | --- |
|           |           | Formes similaires à celle du Q latin.                                                                     |
|           |           | Formes avec la majuscule basée sur la minuscule, par exemple en abkhaze dans Gulia et Matchavariani 1892. |
|           |           | Formes avec la majuscule basée sur un P inversé parfois utilisée en abkhaze au début du xxe siècle.       |

## Représentations informatiques
Le qa peut être représenté avec les caractères Unicode suivants :
| formes    | représentations | chaînes de caractères | points de code | descriptions                   |
| --------- | --------------- | --------------------- | -------------- | ------------------------------ |
| capitale  | Ԛ               | Ԛ                     | U+051A         | lettre majuscule cyrillique qa |
| minuscule | ԛ               | ԛ                     | U+051B         | lettre minuscule cyrillique qa |